# Cinema Paradiso (Kino)

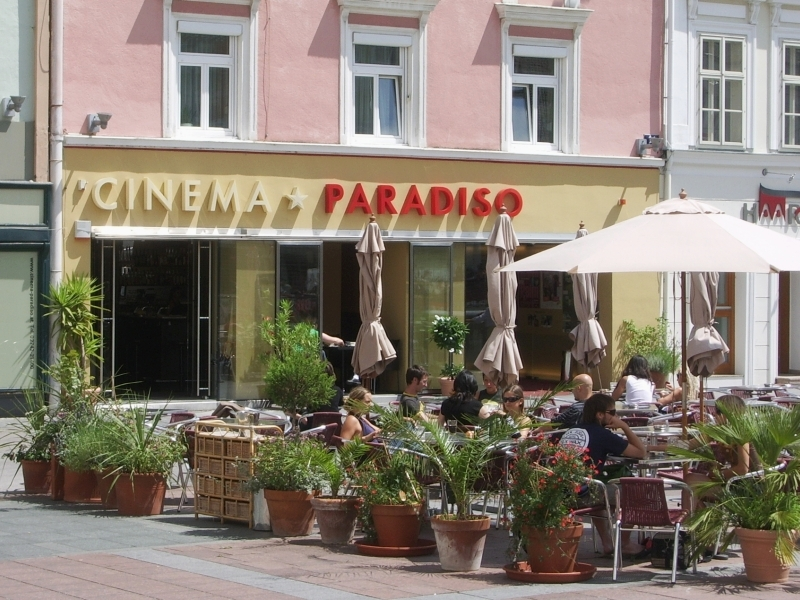
Cinema Paradiso am Rathausplatz in St. Pölten, 2007

Unter dem Namen Cinema Paradiso werden zwei Programmkinos in Niederösterreich betrieben. Als erstes niederösterreichisches Programmkino wurde 2002 das Cinema Paradiso in St. Pölten eröffnet. Im Oktober 2013 wurde in Baden ein zweiter Standort eröffnet.

## Cinema Paradiso St. Pölten
Das Kino in St. Pölten wurde am 29. November 2002 nach umfangreichen Umbauarbeiten in den Räumlichkeiten des ehemaligen C2 Kinos am St. Pöltner Rathausplatz eröffnet. Es bietet einen klassischen Kinosaal mit 118 Sitzplätzen, ein sogenanntes „Beisl-Kino“ mit 60 Sitzplätzen, in dem auch während einer Vorführung gegessen und getrunken werden darf und seit 7. Dezember 2011 einen unter der Bezeichnung „Club 3“ geführten, dritten Saal. Dieser ist multifunktional: Die Kinobestuhlung (76 Plätze) kann innerhalb kurzer Zeit unter der Bühne versenkt werden. Damit kann der Saal auch für (Steh-)Konzerte oder als „Clublocation“ verwendet werden.
Die angeschlossene Kino-Bar wird tagsüber als Café betrieben.

### Geschichte
Die Gruppe Cinema Paradiso veranstaltete in St. Pölten bereits seit 1994 das Open Air Kino „Film am Dom“. Ab 1996 wurde vereinzelt auch das ehemalige C2 Kino, das bereits seit Jahren nicht mehr in Betrieb war, mit ausgewählten Filmen bespielt. Dieser „Kino-Club“ wurde von etwa 1500 Film-Begeisterten besucht, dadurch entstand der Wunsch, hier ein festes Programmkino zu installieren.
Es war jedoch viel Überzeugungsarbeit durch den Verein notwendig, bis die öffentlichen Stellen von der Sinnhaftigkeit eines Programmkinos in St. Pölten überzeugt waren:

„Es gab viele Skeptiker am Anfang. Dass Programmkino und Arthouse Teil der Kultur sind und das es hier Bedarf dafür gibt, das wollten viele nicht erkennen“

Schlussendlich gelang es dem Verein und das Projekt konnte mit Fördermitteln von Bund, Land Niederösterreich und der Stadt St. Pölten gestartet werden. In den Jahren 2001 und 2002 wurde der Umbau des alten C2 Kino geplant und ausgeführt. Die Umbaukosten des 440 m² großen 2-Saal-Kinos beliefen sich auf etwa 900.000 Euro.
Im als recht erfolgreich betrachteten ersten Jahr seines Bestehens hatte das Kino rund 60.000 Besucher. Dazu kommen noch etwa 5.100 Gäste des Open Air Kinos am Rathausplatz direkt vorm Cinema Paradiso, welches im Rahmen des jährlich in den Sommermonaten veranstalteten „Film- und Kulturfestival“ eine Erweiterung des Cinema Paradiso darstellt. Seitdem sind die Besucherzahlen jährlich angewachsen, sodass im Jahr 2006 insgesamt 72.593 Kinogänger gezählt wurden.
Im „Zweiten Österreichischen Kreativwirtschaftsbericht“ aus dem Jahre 2006 wird das Cinema Paradiso als Fallbeispiel hervorgehoben, das zum einen „der Schließung kleiner Traditionskinos entgegenzuwirken“ versucht, und bei dem gleichzeitig der öffentliche Versorgungsauftrag im Vordergrund steht.
Der Betrieb des Kinos erfolgt durch die CP-Kino-Kultur-BetriebsgesmbH, und je nach Quelle trägt sich das Kino zwischen 50 % und 70 % aus eigenen Erträgen, der Rest wird von öffentlicher Hand und Sponsoren beigesteuert.

### Programm
Zum Filmprogramm des Cinema Paradiso gehören aktuelle Filme aus Europa sowie aus der US-Independent-Szene, Junges Kino aus Österreich und ausgezeichnete Filme aus dem Rest der Welt. Neben Filmfestival-Highlights werden auch Dokumentarfilme und Werke zeitgenössischer Film- und Videokünstler gezeigt. Des Weiteren kommen auch diverse Klassiker aus der Filmgeschichte auf die Leinwand, meist im Rahmen des sogenannten sonntäglichen „Filmfrühstücks“.
Neben dem vielseitigen Kinoprogramm stellt sich das Cinema Paradiso auch als Plattform für (regelmäßige) Musik-, Literatur- und Kabarettveranstaltungen und Diskussionsforen dar.
Das Cinema Paradiso ist Mitglied der Europa Cinemas, einem Verein zur Förderung des europäischen Films.

### Auszeichnungen
Der Umbau des alten C2 Kinos zum Cinema Paradiso wurde 2004 mit dem Niederösterreichischen Landeskulturpreis ausgezeichnet.
2006 wurde das Cinema Paradiso mit dem Europa Cinemas Award in der Kategorie „Initiativen für ein junges Publikum“ (Young Audience Activities) ausgezeichnet.

## Cinema Paradiso Baden
Der Cinema Paradiso Standort in Baden wurde am 31. Oktober 2013, in den Räumlichkeiten des ehemaligen Beethovenkino (1927–2013) in der Beethovengasse 2a eröffnet. Es wird als Programm-, Familien- und Jugendkino geführt. In zwei Sälen werden Filme für Cineasten, Familien und junges Publikum gezeigt. Saal 1 mit 166 Sitzplätzen liegt im Erdgeschoß, während Saal 2 mit Platz für 156 Besucher im 1. Obergeschoß liegt. Das Kino soll auch als Kulturzentrum im Herzen der Stadt fungieren.
Wie in St. Pölten wird auch in Baden die Cinema Bar tagsüber als Café geführt.
Betrieben wird dieser Standort durch die CP-Kino-Baden-Kultur-BetriebsgembH.

## Kino-on-Demand
In Zusammenarbeit mit dem KINO VOD club bieten Cinema*Paradiso St. Pölten und Baden seit Ende 2017 kuratierte Kino-on-Demand Dienste an, über die österreichische Kinofilme abrufbar sind. Damit soll zum einen der österreichische Film gestärkt werden, zum anderen werden damit auch die Kinos selbst unterstützt.

## Gruppe Cinema Paradiso
Seit 1994 veranstaltet die Gruppe Cinema Paradiso das meist viertägige Open Air Kino „Film am Dom“ auf dem St. Pöltner Domplatz. Dieses hat bei freiem Eintritt jährlich etwa 10.000 Besucher.
In den letzten Jahren verstärkte die Gruppe ihre Aktivitäten im Bereich Open Air Kino österreichweit und war 2006 unter anderem beim 10. WACHAUfilmFESTIVAL in Krems an der Donau, beim Sommer-Kino(T)raum in Wiener Neustadt, beim Alpen-Adria Filmfestival in Gmünd in Kärnten und auch beim Sommer am Sparkassenplatz in Innsbruck vertreten.

### Programmkino Wr. Neustadt
Im Jahr 2005 wurde eine Initiative gestartet, auch in Wiener Neustadt ein Cinema Paradiso Programmkino zu errichten, unter anderem mit Unterstützung durch Prominente wie Josef Hader, Roland Düringer und Wolfgang Murnberger, doch bis dato scheiterte dieses Projekt aus finanziellen Gründen.